# Colombia en la Copa Mundial de Fútbol de 1994
La Selección de Colombia fue uno de los 24 equipos participantes de la Copa Mundial de Fútbol de 1994, que se realizó en Estados Unidos.
Colombia clasificó al Mundial por segunda vez consecutiva. El combinado cafetero integró el Grupo A compuesto también por el anfitrión Estados Unidos, Suiza y Rumania.
En el primer partido, Colombia cayó por 1-3 a manos de Rumania, con un espectacular gol de Gheorghe Hagi colgando al guardameta Óscar Córdoba. El segundo partido también fue derrota, 1-2 con Estados Unidos. En aquel partido el defensa central Andrés Escobar marcó un autogol, el cual fue el motivo de su asesinato el 2 de julio del mismo año. El único triunfo de los cafeteros fue el 2-0 ante Suiza.
Colombia, que había llegado con un amplio favoritismo por la prensa local e incluso por Pelé, luego del 5-0 sobre Argentina en la fase clasificatoria, se iba eliminada en primera fase.

## Clasificación

### Grupo A
| Pos. | Equipo    | Pts. | PJ | G | E | P | GF | GC | Dif. | Clasificación            |     | COL | ARG | PAR | PER |
| ---- | --------- | ---- | -- | - | - | - | -- | -- | ---- | ------------------------ | --- | --- | --- | --- | --- |
| 1    | Colombia  | 14   | 6  | 4 | 2 | 0 | 13 | 2  | +11  | Clasificado              |     | —   | 2–1 | 0–0 | 4–0 |
| 2    | Argentina | 10   | 6  | 3 | 1 | 2 | 7  | 9  | −2   | Repesca Intercontinental |     | 0–5 | —   | 0–0 | 2–1 |
| 3    | Paraguay  | 7    | 6  | 1 | 4 | 1 | 6  | 7  | −1   |                          |     | 1–1 | 1–3 | —   | 2–1 |
| 4    | Perú      | 1    | 6  | 0 | 1 | 5 | 4  | 12 | −8   |                          | 0–1 | 0–1 | 2–2 | —   |     |

 Fuente: [cita requerida]

## Jugadores
Datos corresponden a situación previo al inicio del torneo
| #     | Nombre                  | Posición           | Edad               | PJ Sel             | Club               |
| ----- | ----------------------- | ------------------ | ------------------ | ------------------ | ------------------ |
| 1     | Óscar Córdoba           | Portero            | 24                 | -                  | América de Cali    |
| 12    | Faryd Mondragón         | Portero            | 23                 | -                  | Argentinos Juniors |
| 22    | José María Pazo         | Portero            | 30                 | -                  | Junior             |
| 2     | Andrés Escobar †        | Defensa            | 27                 | -                  | Atlético Nacional  |
| 3     | Alexis Mendoza          | Defensa            | 32                 | -                  | Junior             |
| 4     | Luis Fernando Herrera   | Defensa            | 32                 | -                  | Atlético Nacional  |
| 13    | Néstor Ortiz            | Defensa            | 25                 | -                  | Once Caldas        |
| 15    | Luis Carlos Perea       | Defensa            | 30                 | -                  | Junior             |
| 18    | Óscar Fernando Cortés   | Defensa            | 25                 | -                  | Millonarios        |
| 20    | Wilson Pérez            | Defensa            | 26                 | -                  | América de Cali    |
| 5     | Hernán Gaviria †        | Mediocampista      | 24                 | -                  | Atlético Nacional  |
| 6     | Gabriel Jaime Gómez     | Mediocampista      | 34                 | -                  | Atlético Nacional  |
| 8     | John Harold Lozano      | Mediocampista      | 22                 | -                  | América de Cali    |
| 10    | Carlos Valderrama       | Mediocampista      | 32                 | -                  | Junior             |
| 14    | Leonel Álvarez          | Mediocampista      | 28                 | -                  | América de Cali    |
| 17    | Mauricio Serna          | Mediocampista      | 26                 | -                  | Atlético Nacional  |
| 19    | Freddy Rincón †         | Mediocampista      | 27                 | -                  | Palmeiras          |
| 7     | Antony de Ávila         | Delantero          | 31                 | -                  | América de Cali    |
| 9     | Iván René Valenciano    | Delantero          | 22                 | -                  | Junior             |
| 11    | Adolfo Valencia         | Delantero          | 26                 | -                  | Bayern de Múnich   |
| 16    | Víctor Hugo Aristizábal | Delantero          | 22                 | -                  | Atlético Nacional  |
| 21    | Faustino Asprilla       | Delantero          | 24                 | -                  | Parma F. C.        |
| D. T. | Francisco Maturana      | Francisco Maturana | Francisco Maturana | Francisco Maturana | Francisco Maturana |

## Participación

### Primera fase
- Grupo A

| Equipo         | Pts | PJ | PG | PE | PP | GF | GC |
| -------------- | --- | -- | -- | -- | -- | -- | -- |
| Rumania        | 6   | 3  | 2  | 0  | 1  | 5  | 5  |
| Suiza          | 4   | 3  | 1  | 1  | 1  | 5  | 4  |
| Estados Unidos | 4   | 3  | 1  | 1  | 1  | 3  | 3  |
| Colombia       | 3   | 3  | 1  | 0  | 2  | 4  | 5  |

#### Colombia vs Rumania
| 1          | POR        | Óscar Córdoba         |  |
| 2          | DEF        | Andrés Escobar        |  |
| 4          | DEF        | Luis Fernando Herrera |  |
| 15         | DEF        | Luis Carlos Perea     |  |
| 20         | DEF        | Wilson Pérez          |  |
| 6          | MED        | Gabriel Jaime Gómez   |  |
| 10         | MED        | Carlos Valderrama     |  |
| 14         | MED        | Leonel Álvarez        |  |
| 19         | MED        | Freddy Rincón         |  |
| 11         | DEL        | Adolfo Valencia       |  |
| 21         | DEL        | Faustino Asprilla     |  |
| Entrenador | Entrenador | Francisco Maturana    |  |

| 12         | POR        | Bogdan Stelea      |     |
| 2          | DEF        | Dan Petrescu       |     |
| 3          | DEF        | Daniel Prodan      |     |
| 4          | DEF        | Miodrag Belodedici |     |
| 14         | DEF        | Gheorghe Mihali    |     |
| 5          | MED        | Ioan Lupescu       |     |
| 6          | MED        | Gheorghe Popescu   |     |
| 7          | MED        | Dorinel Munteanu   |     |
| 10         | MED        | Gheorghe Hagi      |     |
| 9          | DEL        | Florin Răducioiu   | 90' |
| 11         | DEL        | Ilie Dumitrescu    | 68' |
| Entrenador | Entrenador | Anghel Iordănescu  |     |

| 13 | DEL | Tibor Selymes   | 68' |
| 19 | DEL | Corneliu Papură | 90' |

| Anotado | 43' | Adolfo Valencia | 1-2 |

| Anotado | 16' | Florin Răducioiu | 0-1 |
| Anotado | 34' | Gheorghe Hagi    | 0-2 |
| Anotado | 88' | Florin Răducioiu | 1-3 |

| Amonestado | 36' | Luis Herrera      |
| Amonestado | 53' | Carlos Valderrama |
| Amonestado | 70' | Leonel Álvarez    |

| Amonestado | 39' | Florin Raducioiu |

| Árbitro             | Jamal Al Sharif           |
| Árbitros asistentes | Yousif Abdulla Al Ghattan |
| Árbitros asistentes | Douglas Micael James      |
| Cuarto árbitro      | Alberto Tejada            |

| 1          | POR        | Óscar Córdoba         |  |
| 2          | DEF        | Andrés Escobar        |  |
| 4          | DEF        | Luis Fernando Herrera |  |
| 15         | DEF        | Luis Carlos Perea     |  |
| 20         | DEF        | Wilson Pérez          |  |
| 6          | MED        | Gabriel Jaime Gómez   |  |
| 10         | MED        | Carlos Valderrama     |  |
| 14         | MED        | Leonel Álvarez        |  |
| 19         | MED        | Freddy Rincón         |  |
| 11         | DEL        | Adolfo Valencia       |  |
| 21         | DEL        | Faustino Asprilla     |  |
| Entrenador | Entrenador | Francisco Maturana    |  |

| 12         | POR        | Bogdan Stelea      |     |
| 2          | DEF        | Dan Petrescu       |     |
| 3          | DEF        | Daniel Prodan      |     |
| 4          | DEF        | Miodrag Belodedici |     |
| 14         | DEF        | Gheorghe Mihali    |     |
| 5          | MED        | Ioan Lupescu       |     |
| 6          | MED        | Gheorghe Popescu   |     |
| 7          | MED        | Dorinel Munteanu   |     |
| 10         | MED        | Gheorghe Hagi      |     |
| 9          | DEL        | Florin Răducioiu   | 90' |
| 11         | DEL        | Ilie Dumitrescu    | 68' |
| Entrenador | Entrenador | Anghel Iordănescu  |     |

| 13 | DEL | Tibor Selymes   | 68' |
| 19 | DEL | Corneliu Papură | 90' |

| Anotado | 43' | Adolfo Valencia | 1-2 |

| Anotado | 16' | Florin Răducioiu | 0-1 |
| Anotado | 34' | Gheorghe Hagi    | 0-2 |
| Anotado | 88' | Florin Răducioiu | 1-3 |

| Amonestado | 36' | Luis Herrera      |
| Amonestado | 53' | Carlos Valderrama |
| Amonestado | 70' | Leonel Álvarez    |

| Amonestado | 39' | Florin Raducioiu |

| Árbitro             | Jamal Al Sharif           |
| Árbitros asistentes | Yousif Abdulla Al Ghattan |
| Árbitros asistentes | Douglas Micael James      |
| Cuarto árbitro      | Alberto Tejada            |

#### Colombia vs Estados unidos
| 1          | POR        | Óscar Córdoba         |     |
| 2          | DEF        | Andrés Escobar        |     |
| 4          | DEF        | Luis Fernando Herrera |     |
| 15         | DEF        | Luis Carlos Perea     |     |
| 20         | DEF        | Wilson Pérez          |     |
| 5          | MED        | Hernán Gaviria        |     |
| 10         | MED        | Carlos Valderrama     |     |
| 14         | MED        | Leonel Álvarez        |     |
| 19         | MED        | Freddy Rincón         |     |
| 7          | DEL        | Anthony de Ávila      | 46' |
| 21         | DEL        | Faustino Asprilla     | 46' |
| Entrenador | Entrenador | Francisco Maturana    |     |

| 1          | POR        | Tony Meola       |     |
| 5          | DEF        | Thomas Dooley    |     |
| 17         | DEF        | Marcelo Balboa   |     |
| 20         | DEF        | Paul Caligiuri   |     |
| 21         | DEF        | Fernando Clavijo |     |
| 22         | DEF        | Alexi Lalas      |     |
| 6          | MED        | John Harkes      |     |
| 9          | MED        | Tab Ramos        |     |
| 16         | MED        | Mike Sorber      |     |
| 8          | DEL        | Earnie Stewart   | 66' |
| 11         | DEL        | Eric Wynalda     | 61' |
| Entrenador | Entrenador | Bora Milutinovic |     |

| 9  | DEL | Iván Valenciano | 46' |
| 11 | DEL | Adolfo Valencia | 46' |

| 10 | DEL | Roy Wegerle | 61' |
| 13 | MED | Cobi Jones  | 66' |

| Anotado | 90' | Adolfo Valencia | 1-2 |

| Anotado | 13' | Andrés Escobar (Autogol) | 0-1 |
| Anotado | 52' | Earnie Stewart           | 0-2 |

| Amonestado | 24' | Anthony de Ávila |

| Amonestado | 48' | Alexi Lalas |

| Árbitro             | Fabio Baldas             |
| Árbitros asistentes | An-Yan Lim Kee Chong     |
| Árbitros asistentes | Domenico Ramicone        |
| Cuarto árbitro      | El Jilali Mohamed Rharib |

| 1          | POR        | Óscar Córdoba         |     |
| 2          | DEF        | Andrés Escobar        |     |
| 4          | DEF        | Luis Fernando Herrera |     |
| 15         | DEF        | Luis Carlos Perea     |     |
| 20         | DEF        | Wilson Pérez          |     |
| 5          | MED        | Hernán Gaviria        |     |
| 10         | MED        | Carlos Valderrama     |     |
| 14         | MED        | Leonel Álvarez        |     |
| 19         | MED        | Freddy Rincón         |     |
| 7          | DEL        | Anthony de Ávila      | 46' |
| 21         | DEL        | Faustino Asprilla     | 46' |
| Entrenador | Entrenador | Francisco Maturana    |     |

| 1          | POR        | Tony Meola       |     |
| 5          | DEF        | Thomas Dooley    |     |
| 17         | DEF        | Marcelo Balboa   |     |
| 20         | DEF        | Paul Caligiuri   |     |
| 21         | DEF        | Fernando Clavijo |     |
| 22         | DEF        | Alexi Lalas      |     |
| 6          | MED        | John Harkes      |     |
| 9          | MED        | Tab Ramos        |     |
| 16         | MED        | Mike Sorber      |     |
| 8          | DEL        | Earnie Stewart   | 66' |
| 11         | DEL        | Eric Wynalda     | 61' |
| Entrenador | Entrenador | Bora Milutinovic |     |

| 9  | DEL | Iván Valenciano | 46' |
| 11 | DEL | Adolfo Valencia | 46' |

| 10 | DEL | Roy Wegerle | 61' |
| 13 | MED | Cobi Jones  | 66' |

| Anotado | 90' | Adolfo Valencia | 1-2 |

| Anotado | 13' | Andrés Escobar (Autogol) | 0-1 |
| Anotado | 52' | Earnie Stewart           | 0-2 |

| Amonestado | 24' | Anthony de Ávila |

| Amonestado | 48' | Alexi Lalas |

| Árbitro             | Fabio Baldas             |
| Árbitros asistentes | An-Yan Lim Kee Chong     |
| Árbitros asistentes | Domenico Ramicone        |
| Cuarto árbitro      | El Jilali Mohamed Rharib |

#### Colombia vs Suiza
| 1          | POR        | Óscar Córdoba         |     |
| 2          | DEF        | Andrés Escobar        |     |
| 3          | DEF        | Alexis Mendoza        |     |
| 4          | DEF        | Luis Fernando Herrera |     |
| 20         | DEF        | Wilson Pérez          |     |
| 5          | MED        | Hernán Gaviria        | 78' |
| 10         | MED        | Carlos Valderrama     |     |
| 14         | MED        | Leonel Álvarez        |     |
| 19         | MED        | Freddy Rincón         |     |
| 11         | DEL        | Adolfo Valencia       | 63' |
| 21         | DEL        | Faustino Asprilla     |     |
| Entrenador | Entrenador | Francisco Maturana    |     |

| 1          | POR        | Marco Pascolo      |     |
| 2          | DEF        | Marc Hottiger      |     |
| 3          | DEF        | Yvan Quentin       |     |
| 4          | DEF        | Dominique Herr     |     |
| 5          | DEF        | Alain Geiger       |     |
| 6          | MED        | Georges Brégy      |     |
| 7          | MED        | Alain Sutter       | 81' |
| 8          | MED        | Cristophe Orel     |     |
| 10         | MED        | Ciriaco Sforza     |     |
| 9          | DEL        | Adrian Knup        | 81' |
| 11         | DEL        | Stéphane Chapuisat |     |
| Entrenador | Entrenador | Roy Hodgson        |     |

| 7 | DEL | Antony de Ávila    | 63' |
| 8 | MED | John Harold Lozano | 78' |

| 14 | DEL | Nestor Subiat | 81' |
| 15 | DEL | Marco Grassi  | 81' |

| Anotado | 44' | Hernán Gaviria     | 1-0 |
| Anotado | 89' | John Harold Lozano | 2-0 |

|  |

| Amonestado | 58' | Hernán Gaviria    |
| Amonestado | 62' | Carlos Valderrama |
| Amonestado | 80' | Leonel Álvarez    |

| Amonestado | 39' | Adrian Knup   |
| Amonestado | 85' | Georges Brégy |

| Árbitro             | Peter Mikkelsen              |
| Árbitros asistentes | Carl-Johan Meyer Christensen |
| Árbitros asistentes | Douglas Micael James         |
| Cuarto árbitro      | Arturo Brizio Carter         |

| 1          | POR        | Óscar Córdoba         |     |
| 2          | DEF        | Andrés Escobar        |     |
| 3          | DEF        | Alexis Mendoza        |     |
| 4          | DEF        | Luis Fernando Herrera |     |
| 20         | DEF        | Wilson Pérez          |     |
| 5          | MED        | Hernán Gaviria        | 78' |
| 10         | MED        | Carlos Valderrama     |     |
| 14         | MED        | Leonel Álvarez        |     |
| 19         | MED        | Freddy Rincón         |     |
| 11         | DEL        | Adolfo Valencia       | 63' |
| 21         | DEL        | Faustino Asprilla     |     |
| Entrenador | Entrenador | Francisco Maturana    |     |

| 1          | POR        | Marco Pascolo      |     |
| 2          | DEF        | Marc Hottiger      |     |
| 3          | DEF        | Yvan Quentin       |     |
| 4          | DEF        | Dominique Herr     |     |
| 5          | DEF        | Alain Geiger       |     |
| 6          | MED        | Georges Brégy      |     |
| 7          | MED        | Alain Sutter       | 81' |
| 8          | MED        | Cristophe Orel     |     |
| 10         | MED        | Ciriaco Sforza     |     |
| 9          | DEL        | Adrian Knup        | 81' |
| 11         | DEL        | Stéphane Chapuisat |     |
| Entrenador | Entrenador | Roy Hodgson        |     |

| 7 | DEL | Antony de Ávila    | 63' |
| 8 | MED | John Harold Lozano | 78' |

| 14 | DEL | Nestor Subiat | 81' |
| 15 | DEL | Marco Grassi  | 81' |

| Anotado | 44' | Hernán Gaviria     | 1-0 |
| Anotado | 89' | John Harold Lozano | 2-0 |

|  |

| Amonestado | 58' | Hernán Gaviria    |
| Amonestado | 62' | Carlos Valderrama |
| Amonestado | 80' | Leonel Álvarez    |

| Amonestado | 39' | Adrian Knup   |
| Amonestado | 85' | Georges Brégy |

| Árbitro             | Peter Mikkelsen              |
| Árbitros asistentes | Carl-Johan Meyer Christensen |
| Árbitros asistentes | Douglas Micael James         |
| Cuarto árbitro      | Arturo Brizio Carter         |

## Goleadores
| Jugador           | Goles anotados | Asis. | PJ |      |
| Adolfo Valencia   | 2              | 0     | 3  | 199' |
| ----------------- | -------------- | ----- | -- | ---- |
| Harold Lozano     | 1              | 0     | 1  | 11'  |
| Hernán Gaviria    | 1              | 0     | 2  | 169' |
| Faustino Asprilla | 0              | 1     | 3  | 225' |
| Freddy Rincón     | 0              | 1     | 3  | 270' |
| Wilson Pérez      | 0              | 1     | 3  | 270' |
| Carlos Valderrama | 0              | 1     | 3  | 270' |